# St. Jakob am Sand

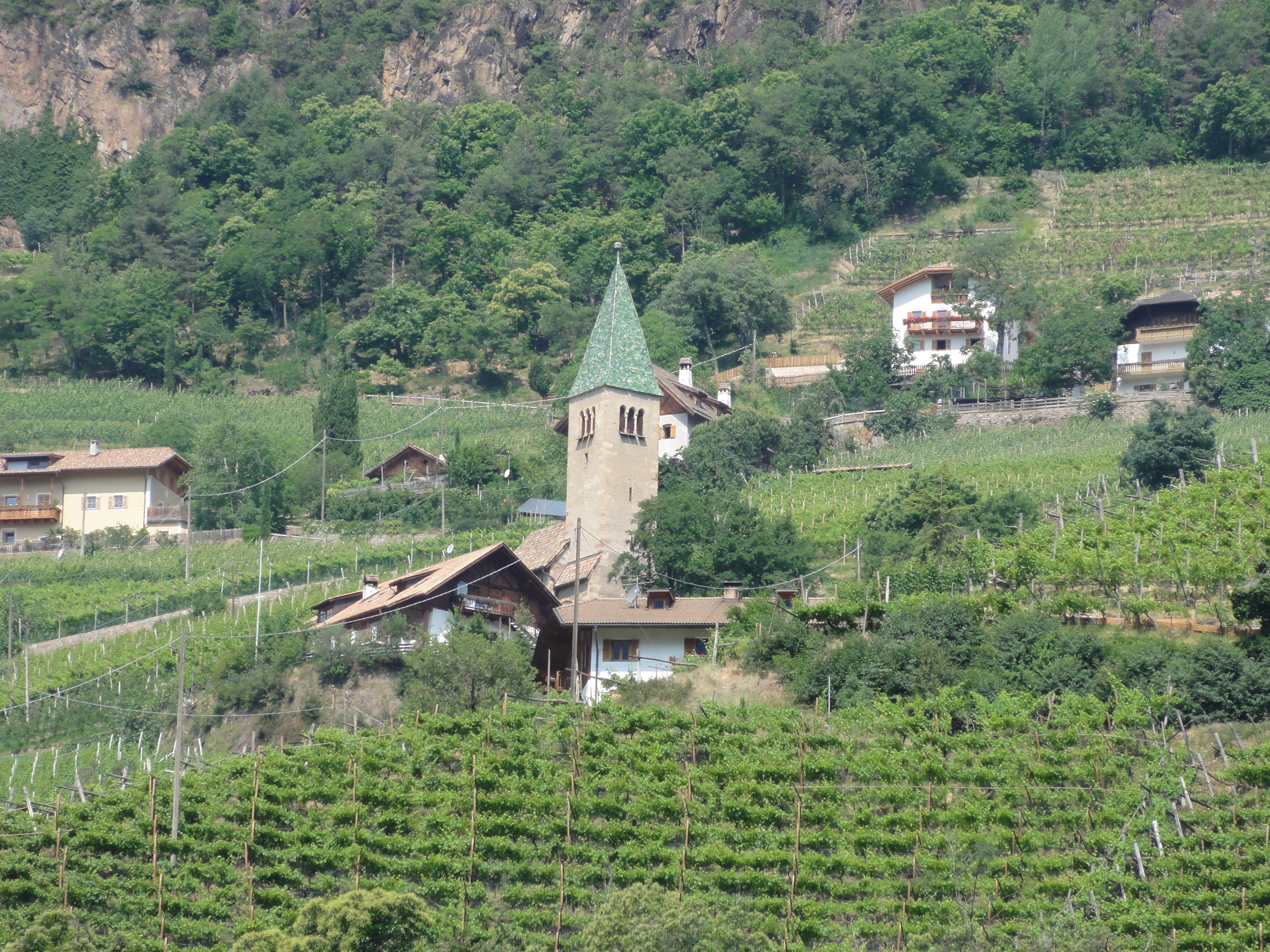
Die St.-Jakobs-Kirche am Sand in Gries-Bozen

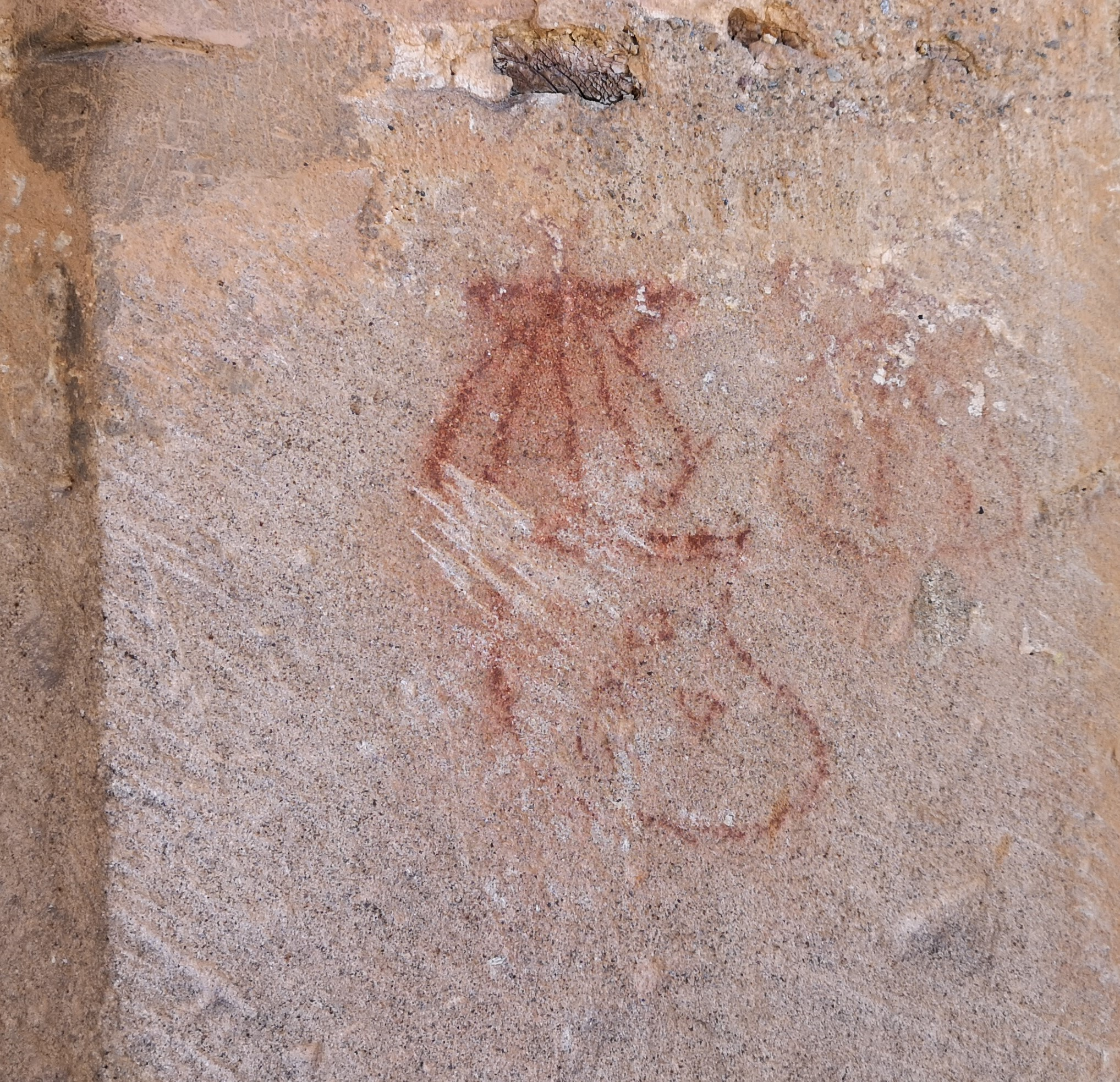
Rötelzeichnung am Kirchenportal mit Pilgermuschel und -beutel, 16. Jh. (?)

St. Jakob am Sand (auch St. Jakob im Sand) ist ein Südtiroler hochmittelalterlicher Kirchenbau in Gries, einem Stadtteil von Bozen. Die Kirche befindet sich in erhöhter Talrandlange am Guntschnaberg auf einer Höhe von 500 m s.l.m., umgeben von den Höfen Kreuzbichl, Thurner und Oberposch.
Die Kirche wird ersturkundlich in einem Besitzverzeichnis des hier reich begüterten Prämonstratenserklosters Schäftlarn von ca. 1200 als „sanctus Iacobus in Arena“ genannt. Zu 1386 ist die Erteilung eines Ablasses bezeugt. In der Landgerichtsordnung von Gries-Bozen aus dem Jahr 1487 erscheinen mit Hanns ab Platten, Nickl Gúrr und Jacob Sagmaister eigene Viertelhauptleute „im Sandt“, die zugleich als landesfürstliche Steuereinnehmer fungieren. Kirchlich war St. Jakob Teil des alten Grieser Pfarrsprengels, wie die Lagebestimmung „in dem Sante plebis de Chelre“ aus dem Jahr 1335 verdeutlicht (Keller war der alte Name von Gries).
Das tonnengewölbte Langhaus mit Saalraum und Apsis wurde im 14. Jahrhundert erhöht und außen mit einem polygonalen Chorschluss versehen. Der Turm ist mit Biforien- und Triforienfenstern versehen, sein Spitzhelm mit grünen Glasziegeln gedeckt. In der Apsis, am Triumphbogen und an der Wand sind Fresken aus dem Anfang des 14. Jahrhunderts (Majestas Domini mit Evangelistensymbolen, Apostelreihe).
Von 1519 hat sich ein Kirchenurbar mit dem Titel „Sanndt Jacobs capellen im Sanndt zue Gries urbar puechl anno domini MDXVIIII“ am Südtiroler Landesarchiv erhalten. Aus den Jahren 1598 bis 1807 sind 80 Rechnungsbücher von St. Jakob im Sand am Stadtarchiv Bozen überliefert (Hss. 1091, 1171–1250), die von den jeweiligen Kirchpröpsten geführt wurden.
Die Kirche wurde 1977 unter Denkmalschutz gestellt.